# Johann Christoph von Bartenstein

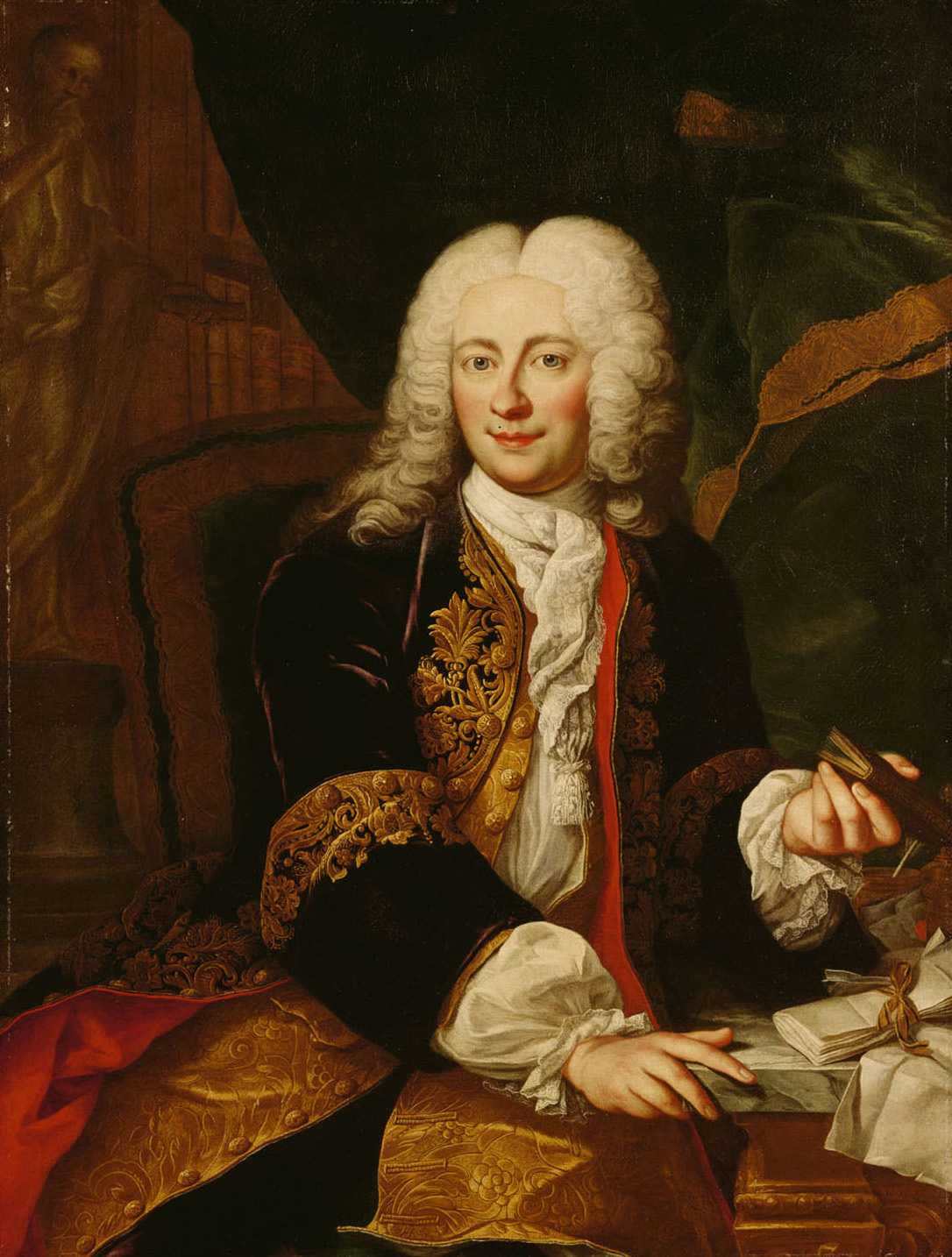
Johann Christoph Freiherr von Bartenstein, nach Martin van Meytens

Johann Christoph Bartenstein, ab 1719 Ritter von Bartenstein, ab 1732 Freiherr von Bartenstein, (* 23. Oktober 1689 in Straßburg; † 6. August 1767 in Wien) war ein Staatsmann und Diplomat in Diensten der Habsburgermonarchie. Er begründete die Familie der Freiherrn von Bartenstein.

## Leben

### Herkunft
Der bürgerlich geborene Bartenstein wuchs in Straßburg in einer streng lutherischen Familie auf: Sein Vater Johann Philipp Bartenstein (1650–1726) war ein aus Thüringen zugezogener Professor für Philosophie und Leiter des Straßburger Gymnasiums; seine Mutter entstammte einer Straßburger Gelehrtenfamilie.

### Studium und erste Kontakte
Der junge Bartenstein studierte in Straßburg Sprachen, Geschichte und Rechtswissenschaften. Sein Geschichtsstudium schloss er 1709 mit einer Arbeit über den Krieg des Moritz von Sachsen gegen Karl V. („Fürstenaufstand“) ab, sein Jurastudium 1711 mit einer Arbeit über Erbschleicherei.
Als Neunzehnjähriger reiste er nach Paris, wo er in Kontakt zu Benediktinern trat, anschließend zog es ihn nach Wien: Dort begegnete er Reichshofrat Gottfried Wilhelm Leibniz, der ihn förderte und ihm zu einer Laufbahn in der Staatsverwaltung riet.

### Karriere in Wien

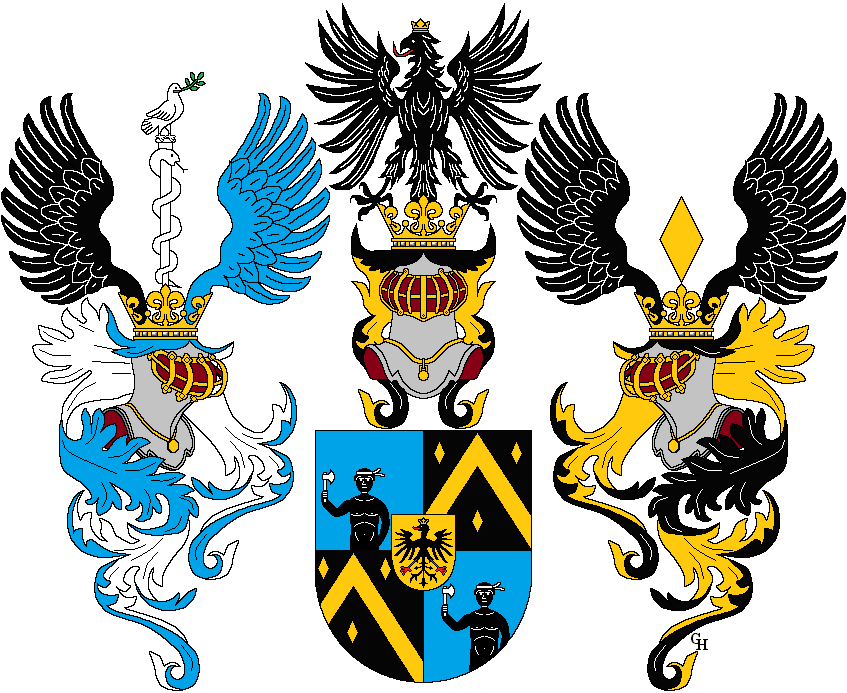
Wappen des Johann Christoph von Bartenstein als Reichsfreiherr 1732 bzw. 1733

1715 konvertierte der evangelisch getaufte junge Bartenstein zum katholischen Glauben, da er eine Laufbahn in der österreichischen Administration anstrebte. Bereits 1719 wurde er in den Ritterstand erhoben und machte in den 1720er und 1730er Jahren eine steile Karriere am habsburgischen Kaiserhof.
Bartenstein wurde zunächst Sekretär, später Protokollführer der Geheimen Konferenz, der obersten Regierungsbehörde in Wien und engster Vertrauter und Berater von Kaiser Karl VI. 1732 (nach anderer Quelle: 1733) erhielt er das Adelsdiplom als Reichsfreiherr und stieg zum Geheimen Rat und Vizekanzler in der österreichischen Hofkanzlei auf. Nach Karls Tod 1740 blieb er dessen Tochter und Nachfolgerin Maria Theresia verbunden und prägte über Jahre die Habsburger Haus- und Außenpolitik.
1753 wurde der inzwischen 64-jährige Bartenstein durch Wenzel Anton von Kaunitz-Rietberg als Leiter der Außenpolitik abgelöst und war fortan in der Innenpolitik tätig. Zuletzt war Bartenstein Direktor des Geheimen Hausarchivs und verfasste Lehrbücher für den Kronprinzen Joseph II.

### Familie
Er heiratete 1725 Maria Cordula Holler von Doblhoff, Witwe von Josef von Orelli. Das Paar hatte 2 Söhne und 3 Töchter, darunter:
- Franz († 1772), Rat in Brüssel ⚭ Johanna von Osy
- Joseph Philipp Christoph (1726–1804), Reichshofrats-Vicepräsident ⚭ 1764 Freiin Maria Antonia von Buol (1744–1773)
- Christoph Innozenz (1735–1761), Gesandter zum Reichstag in Regensburg ⚭ Freiin Barbara von Osy von Zeegward (1736–1797)
- Maria ⚭ Freiherr Joseph von Egger[1]

### Nachleben
Bei seinem Tod 1767 hinterließ er seinen Nachkommen umfangreiche Ländereien in Niederösterreich und Schlesien. Sein Sohn Johann Freiherr von Bartenstein erwarb die Herrschaft Poysbrunn und ließ in Falkenstein die Bartensteingruft anlegen.
In Wien wurde 1873 in der Inneren Stadt in der Nähe des Parlaments die Bartensteingasse nach ihm benannt.

## Wirken

### Diplomatische Erfolge und Niederlagen

#### Bartenstein und die Pragmatische Sanktion
Bartenstein galt zu seiner Zeit als einer der einflussreichsten Persönlichkeiten und klügsten Köpfe am Wiener Hof. Als geschickter diplomatischer Drahtzieher war er maßgeblich beteiligt an der politischen Durchsetzung der von Karl VI. 1713 erlassenen Pragmatischen Sanktion, der Proklamation zur Sicherung des ungeteilten habsburgischen Hausbesitzes durch Einführung der weiblichen Erbfolge; dass die habsburgischen Erblande und Ungarn 1723 diesen Erlass durch eigene Beschlüsse annahmen, die Pragmatische Sanktion Staatsgrundgesetz und von England 1731 anerkannt wurde, war auch ein Verdienst Bartensteins.

#### Bartenstein als Ehestifter
Das Zustandekommen der äußerst glücklich verlaufenden Ehe der Thronerbin mit Franz Stephan von Lothringen wird dem diplomatischen Geschick des Straßburgers zugeschrieben: Eine Ehe der Regentin mit dem ihr verhassten Infanten Don Carlos von Spanien wusste er zu verhindern und fädelte auch die Ehe von Maria Theresias jüngerer Schwester Marianne mit dem jüngeren Bruder Kaiser Franz I. (Stephan v. Lothringen), Prinz Karl Alexander, Feldmarschall, Hochmeister des Deutschen Ordens, Generalkapitän der Österreichischen Niederlanden ein. Geschickt lavierend, reichte er dem mächtigen Kardinal Fleury die Hand und veranlasste Franz Stephan, sein Herzogtum im Tausch gegen das Toskana an Frankreich abzutreten. Damit wurde 1735 der polnische Erbfolgekrieg beendet, 1737 folgte die Hochzeit in Wien und 1745 die Thronbesteigung des Lothringers als Kaiser des
Heiligen Römischen Reiches deutscher Nation. Diese diplomatische Glanzleistung sicherte Bartenstein die lebenslange Loyalität der Kaiserin und Königin Maria Theresia und gilt als Bravourstück seiner Karriere.

#### Friede von Belgrad
Weniger erfolgreich war Bartenstein bei anderen außenpolitischen Analysen und Entscheidungen: Seine Durchsetzung eines neuerlichen Kriegseintritts Österreichs an der Seite Russlands 1737 gegen die Türken im 7. Österreichischen Türkenkrieg führte zu einer empfindlichen Niederlage im Frieden von Belgrad 1739.

#### Österreichischer Erbfolgekrieg und Schlesische Kriege
Die wichtigsten Jahre in Bartensteins politischem Wirken sind wohl die ersten Regierungsjahre Maria Theresias, als die habsburgische Monarchie sowohl durch den preußischen Einmarsch in Schlesien (Schlesische Kriege) als auch durch die Angriffe auf das österreichische Erbe, wie sie Bayern und Sachsen mit Unterstützung Frankreichs unternahmen (Österreichischer Erbfolgekrieg), in eine existenzielle Krise geriet: Vorbehaltlos unterstützte Bartenstein die unerfahrene Königin, die jegliche Gebietsabtretung strikt ablehnte und auf der Unteilbarkeit ihrer Länder beharrte, und stärkte der jungen Erzherzogin und Königin von Böhmen und Ungarn den Rücken gegen die altgedienten Minister bei Hofe.
Aber nicht nur als außenpolitischer Berater genoss Bartenstein das Vertrauen Maria Theresias: In ihrem Auftrag war er während des Ersten und Zweiten Schlesischen Krieges der wohl wichtigste politische Publizist der Hofburg, der den politischen und rechtlichen Standpunkt Habsburgs in zahlreichen offiziellen Druckschriften vertrat, die über die auswärtigen Vertretungen in zum Teil vielen tausend Exemplaren verbreitet wurden.

### Letzte Jahre in der Innenpolitik
Fallengelassen wurde Bartenstein nach dem Ende seiner außenpolitischen Tätigkeit nicht: Maria Theresia betraute ihn mit der inneren Verwaltung ihrer Länder und der Ausarbeitung eines neuen Zolltarifs. Er leitete das österreichische Sanitätswesen und wurde zum Präses der Illyrischen Hofdeputation ernannt, die die Angelegenheiten der aus Serbien eingewanderten Bevölkerung regelte. Zuletzt wurde er Leiter des 1749 neu gegründeten Geheimen Hausarchivs und schrieb ein historisches Lehrwerk für den jungen Thronfolger Joseph: handgeschriebene vierzehn Bände Text und sechs Bände Beilagen von Karl dem Großen bis Rudolf II.

### Fazit
In diplomatischen Kreisen war der für seine große Gelehrsamkeit wie für seine scharfe Zunge gleichermaßen bekannte Aufsteiger Bartenstein nicht unumstritten: Zeitgenossen mokierten sich vor allem über sein kriecherisches Wesen gegenüber der Krone und sein arrogantes Auftreten gegenüber ausländischen Diplomaten.
Maria Theresia jedenfalls urteilte über Bartenstein, er sei „ein großer Staatsmann“ gewesen, und betonte, „daß ihme allein schuldig die Erhaltung dieser Monarchie. Ohne seiner wäre Alles zu Grund gegangen“ Außer Maria Theresia selber hatte der bürgerlich geborene Einzelgänger keine Hausmacht, kein Netzwerk an persönlichen Beziehungen, das ihn auch in Krisenzeiten getragen hätte. Trotzdem hat der, Österreich stets loyal ergebene, Diplomat maßgeblich mitgewirkt an der neuen Identität des habsburgischen Vielvölkerstaates als selbstbewusster Hegemonialmacht.

## Zitate
- „Keine Abtretung, keine Erzherzogin!“ (Bartenstein zu Franz-Stephan von Lothringen, der zunächst nicht auf Lothringen verzichten will)
- „Zwei Pfeiffer (sic!) taugen nicht in einem Wirtshaus!“ (Kaunitz über Bartenstein vor dessen Versetzung)
- „Muss Ihme die Justiz leisten, dass Ihme allein schuldig die Erhaltung dieser Monarchie; ohne Seiner wäre alles zu Grund gegangen.“ (Maria Theresia in einem Brief an Johann Christoph von Bartenstein)

## Fortleben
Das politische Schicksal Bartensteins auf seinem Höhepunkt wird in dem Film Wie der Mond über Feuer und Blut von 1981 inszeniert.